# Тейлор, Томми (футболист, 1951)
Томас (Томми) Фредерик Тейлор (англ. Thomas "Tommy" Frederick Taylor; 28 сентября 1951, Эссекс, Англия) — английский футболист и тренер.

## Карьера

### Футболиста
Начинал свою карьеру в клубе «Лейтон Ориент». Из него Тейлор вызывался в юниорскую сборную Англии, в которой он был капитаном. В 1970 году защитник перешел в «Вест Хэм Юнайтед», вместе с которым он добился наивысших достижений. В 1975 году Тейлор в составе «молотобойцев» победил в Кубке Англии, а еще через год он дошел с командой до финала Кубка обладателей кубков УЕФА. Завершал свою карьеру в бельгийском «Беерсхоте».

### Тренера
Свою карьеру наставника начинал в юниорских командах «Чарльтона Атлетик». Затем, после командировки в Новую Зеландию, Тейлор некоторое время тренировал «Мейдстон Юнайтед». Позднее он работал со многими английскими командами низших дивизионов.
Наибольших успехов Тейлор добился у руля сборной Гренады. Под его руководством национальная команда впервые в своей истории сыграла в Золотой кубок КОНКАКАФ 2009 года. На турнире в США «острые парни» выступили неудачно, проиграв на групповом этапе все три матча с общей разницей 0:10.
Позднее специалист работал в Испании, Гибралтаре и в скандинавских странах. Являлся спортивным директором английского «Хистона».

## Достижения
- Финалист Кубка обладателей кубков УЕФА (1): 1975/76.
- Обладатель Кубка Англии (1): 1974/75.